# Биљана Гојковић
Биљана Гојковић (Београд, 1967 — 2022) је била српска књижевница најпознатија по свом серијалу историјских романа о Србији пре династије Немањића. Планирала је да напише серијал од 5 томова, али је завршила само три романа пре него што је изненада преминула. Завршила је студије српског језика и књижевности и драматургију.

## Дела
- Врховни господар - романсирана повест четири српска кнеза (2008, Народна књига - Алфа)[3]
- Велики кнез (2019, Лагуна)[4]
- Клетвеник (2020, Лагуна)[5]
- Преобраћеник (2021, Лагуна)[6][7]